# راهزنان (فیلم ۲۰۰۹)
راهزنان (انگلیسی: Los Bandoleros) فیلمی کوتاه در ژانر اکشن و جنایی به کارگردانی وین دیزل است که در سال ۲۰۰۹ منتشر شد. از بازیگران آن می‌توان به وین دیزل، دون عمر، میشل رودریگز، و سانگ کانگ اشاره کرد. این فیلم روایتگر اتفاق‌های قبل از سریع و خشمگین ۴ است و به سریع و خشمگین ۳٫۵ معروف است.
پل واکر و جوردانا بروستر هر دو در پوستر فیلم ظاهر شده‌اند، اما در آن حضور ندارند.